# Суматранский дикобраз
Суматранский дикобраз (лат. Hystrix sumatrae) — вид грызунов семейства дикобразовых. Суматранский дикобраз ранее включался в состав вида жесткоиглый дикобраз, очень похожего вида, обитающих на соседнем острове Борнео. Виды были позже разделены на основе различий в размере тела и диаметре игл. Суматранский дикобраз мельче и имеют гораздо более тонкие иглы, чем жёсткоиглый.

## Внешний вид и строение
Относительно небольшие животные. Длина тела от 45 до 56 см при среднем значении 54 см. Длина хвоста составляет от 2,5 до 19 см, в среднем 10 см. Весят 3,8—5,4 кг. Животные покрыты острыми плоскими иглами, полыми иглами, и жёсткой щетиной. Иглы и щетинки могут быть длиной до 16 см и быть менее или более гибким на щеках, брюхе и ступнях. Полые иглы расположены на хвосте. Они пустые на концах и при встряхивании хвоста гремят, как погремушка. Эти иглы есть только у взрослых зверей. Животные тёмно-коричневого цвета, хотя примерно половина их игл и щетинок имеют белые кончики. Они часто имеют грязно-белые пятна на нижней стороне шеи. Суматранские дикобразы не имеют гребня, как некоторые другие члены рода дикобразов.

## Места обитания и образ жизни
Живут на острове Суматра на высотах до 300 м над уровнем моря. Укрываются в норах, скальных трещинах и под упавшими деревьями. Встречаются в лесах, брошенных и культивируемых насаждениях и на каменистых пустошах. По деревьям лазают плохо. В основном ночные, растительноядные звери. Суматранские дикобразы хорошо плавают. Метят территорию выделениями анальных желёз. Будучи потревоженными, они топают ногами и гремят иглами на хвосте.